# Liste der Biografien/Oq
Liste der Biografien |
Portal Biografien |
Personensuche
# |
A |
B |
C |
D |
E |
F |
G |
H |
I |
J |
K |
L |
M |
N |
O |
P |
Q |
R |
S |
T |
U |
V |
W |
X |
Y |
Z |
?
 
Oa |
Ob |
Oc |
Od |
Oe |
Of |
Og |
Oh |
Oi |
Oj |
Ok |
Ol |
Om |
On |
Oo |
Op |
Oq |
Or |
Os |
Ot |
Ou |
Ov |
Ow |
Ox |
Oy |
Oz
Die Liste der Biografien führt alle Personen auf, die in der deutschsprachigen Wikipedia einen Artikel haben. Dieses ist eine Teilliste mit 11 Einträgen von Personen, deren Namen mit den Buchstaben „Oq“ beginnt.

## Oq

### Oqa
- Oqaibi, Hashem al (* 1987), saudi-arabischer Hochspringer

### Oqi
- Oqilov, Isohor (1914–1988), sowjetischer Künstler, Tänzer, Ballettmeister und Choreograf
- Oqilow, Oqil (* 1944), tadschikischer Politiker, Premierminister von Tadschikistan

### Oqu
- Oquaye, Mike (* 1944), ghanaischer Politiker und Diplomat
- Oquelí Bustillo, Miguel (1856–1938), honduranischer Politiker
- Oquendo, Antonio de (1577–1639), spanischer Admiral
- Oquendo, Carlos (* 1987), kolumbianischer BMX-Fahrer
- Oquendo, Fres (* 1973), US-amerikanischer Boxer
- O’Quin, Gene (1932–1978), US-amerikanischer Honky-Tonk-Sänger
- O’Quinn, Terry (* 1952), US-amerikanischer SchauspielerTerry O’Quinn (* 1952)

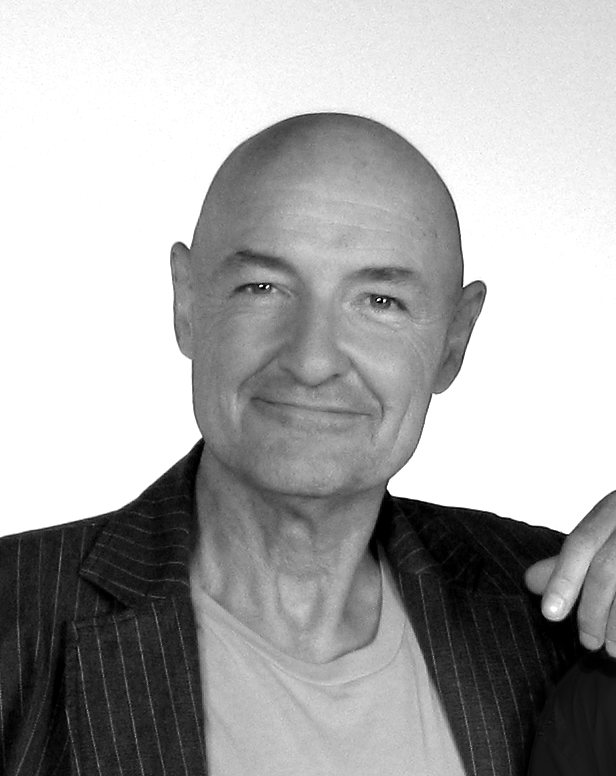
Terry O’Quinn (* 1952)

### Oqv
- Öqvist, Josefine (* 1983), schwedische Fußballspielerin